# مستشفيات جامعة المنيا
مستشفيات جامعة المنيا هي مجموعة من المستشفيات التابعة لكلية الطب جامعة المنيا في المنيا، مصر.

## المستشفيات

### المستشفي الجامعي الرئيسي
- تضم المستشفى الجامعي الرئيسي حوالي 13 تخصص متنوع (جراحة عامة، مخ واعصاب، القلب، عظام، اورام، انف واذان، جلدية، باطنه)[1]

### مستشفى الكبد والجهاز الهضمي
- تتكون المستشفى  من 5 طوابق متكررة بخلاف الدور الأرضي علي مساحة 2600 متر مربع، بتكلفة 235 مليون جنيه ومدخلها من الباب الأول للجامعة  للقادمين من اتجاه مركز سمالوط.[2]
- تتكون المستشفى من 5 أدوار كل دور مكون من 16 غرفة مزدوجة باستراحة للمرضى وغرفتين عمليات لخطة عمليات زراعة الكبد داخل المستشفى [3] وتحتوي على 206 سرير حجز متعدد الأغراض و158 سرير حجز داخلي للمرضى و44 سرير عناية مركزة  فائقة ومتوسطة موزعة وعدد 4 أسرة مختلقة للاستقبال بنظام التصنيف «الترياج».
- تضم الأقسام الإكلينيكية بالمستشفى على«العيادات الخارجية،  والأشعة، والطوارئ، ومعامل التحليل، والقسطرة الكبدية، والمناظير».
- وتحتوى على وحدة مناظير الجهاز الهضمى ومزودة بأحدث الأجهزة ومنها جهاز استكشاف القنوات المرارية ومزودة بأحدث أجهزة الجهاز الهضمى العلوى لاكتشاف أمراض المعدة والجهاز الهضمي ولدينا احدث جهاز للامعاء الدقيقة وهذا المنظار من احدث الأجهزة.[4]

### المستشفي الجامعي الثلاثي
- المستشفى على مساحة 5200 متر مربع بقدرة استيعابية 330 سريراً، وملحقه للعمليات بما يحتويه من 9 غرف عمليات، وغرف للعناية المركز والإفاقة، بطاقة استيعابية إجمالية 60 سريراً، ومعامل التحاليل، وغرف الأشعة، والعلاج الطبيعي.[5]

### مستشفى النساء والتوليد والأطفال
- بسعة 800 سرير على مساحة 4200 م2 ويتكون من 4 فواصل إنشائية تحتوي على عيادات خارجية، وغرف الاشعة، والمعامل وغرف للعمليات، والعناية المركزة وعناية المبسترين، وغرف للمرضى والأطباء.[6]

### مركز جامعة المنيا لعلاج الأورام
- يقام مبني المشروع على مساحة 13300 م2، ومكون من أربعة طوابق بسعة 100 سرير لخدمة مرضى الصعيد ويحتوي على خمس عناصر مهمة هي «العيادات الخارجية، العلاج الإشعاعي، العلاج الكميائي، وإقامة المرضى، والخدمات الإدارية والأكاديمية».[7]
- المبني صمم لاستيعاب أجهزة الإشعاع المختلفة وجميع الأجهزة الكيماوية بغرف مؤهلة طبيًا، ويتوفر به وحدة للدعم الاجتماعي والنفسي للمرضى وذويهم بكل قسم، وغرف خاصة لاستقبال الأطفال بها ألعاب ترفيهية، وثلاثة أقسام أخرى لتلقي العلاج، ودور كامل للخدمات التعليمية والإدارية وأماكن للانتظار.

### مستشفي القلب والصدر الجامعي
- المستشفى تضم ثلاث أقسام، قسم القلب، وقسم الصدر، وجراحة القلب والصدر.
- يضم قسم القلب وحدة عناية القلب، وتضم 16سرير، بالإضافة إلى وحدة العناية المتوسطة، وتحتوي جهاز الموجات الصوتية على القلب.[8]
- يضم قسم الاستقبال يخدم تخصصي القلب والصدر، ويضم القسم 18 سريرًا، منهم 6 بوحدة عناية مركزة خاصة بالاستقبال، و12 سريرًا بالقسم داخلي.[9]

### مستشفي الإستقبال والطوارئ
- وحدة الاستقبال والطوارئ تعتبر من أحدث الوحدات على مستوى الجمهورية، القوة السريرية بها أكثر من 120 سريرا لخدمة المرضى و12 سرير عناية مركزة و8 أسرّة عناية متوسطة و8 أسرّة عناية للصدمات المخية، ووحدة أشعة مقطعية وتليفزيونية وعادية ونستقبل مرضى الطوارئ والحوادث.[10]

### مستشفي الكلي والمسالك البولية
- مستشفي الكلى داخل الحرم الجامعي سعة  80 سرير ويتكون المبنى من دور ارضى واربعة ادوار علوية  بإجمالى مسطح 1500 م2 وتنقسم إلي فاصلين، فاصل بحري وفاصل قبلي.[11]
- يحتوي المبني علي أربعة مداخل وعدد 6 غرف غسيل - وعدد 2 غرفة غسيل بروتيني – وعدد 6 غرف عمليات - وعدد 9 غرف عزل - وعدد 8 عنابر مرضى – وعدد 2 عنبر عناية مركزة – غرفة اشعة – صيدلية – قاعة محاضرات - غرفة غازات - وحدة فلترة المياه - غرفة ادارية.